# Eurotunel

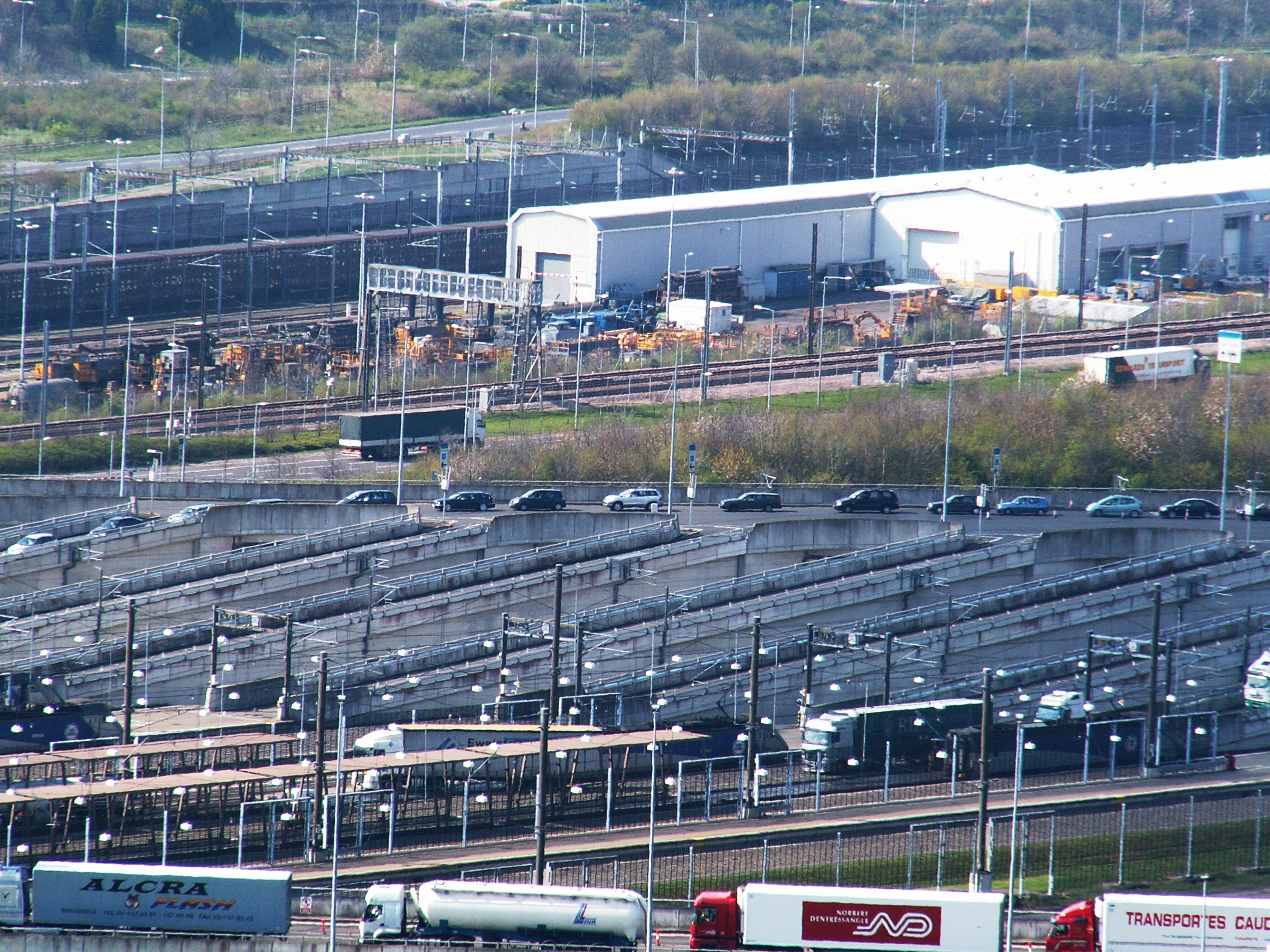
Eurotunel na anglické straně

Eurotunel (anglicky Channel Tunnel) je v češtině používaný výraz pro podmořský železniční tunel pod Lamanšským průlivem, vedoucí mezi anglickým Folkestone a francouzským Coquelles u Calais, který je dlouhý přes 50 km. Tunel oficiálně otevřeli pro zkušební provoz 6. května 1994 anglická královna Alžběta II. a francouzský prezident François Mitterrand. Od 14. listopadu 1994 v něm provozuje společnost Eurotunnel přímé železniční spojení mezi Londýnem a kontinentální Evropou. Celý projekt byl zorganizován a financován společností Eurotunnel Group, jeho hodnota je 5,5 miliard USD, přičemž ročně vydělává přibližně 50–60 milionů USD.

## Historie
Plány spojit Anglii a Francii tunelem jsou staré již několik set let. Patřily ale vždy do skupin velmi odvážných až bláznivých plánů, kterými chtěli lidé v minulosti upoutat pozornost. V 80. letech však byl projekt vzat seriózně, založena byla společnost Eurotunnel a začalo se kopat. Z bezpečnostních důvodů se rozhodlo, že bude tunel železniční. Byly vyraženy dva provozní tunely a mezi nimi jeden servisní. Otevření tunelu pro veřejnou dopravu v roce 1994 se zúčastnila královna Alžběta II. a francouzský prezident François Mitterrand. Přestože tunel zachvátil požár, který jeho pověst poškodil, zůstává stále velmi důležitým dopravním prostředkem mezi kdysi znepřátelenými zeměmi.
Dne 3. srpna 2006 společnost provozující Eurotunel vyhlásila bankrot a požádala o ochranu před věřiteli, vzhledem k tomu, že zisky tunelu nepokrývají splácení dluhů za jeho stavbu. O přibližně půl roku později 15. ledna 2007 schválil francouzský soud restrukturalizaci firmy, což se setkalo s nevolí britských věřitelů.
Za zmínku také stojí, že lokomotivy vhodné pro tento tunel byly zkoušeny na českém Železničním zkušebním okruhu Cerhenice.

## Spojení

Geologický profil po délce tunelu. Většina trasy vede vrstvou křídy.

Nákladní doprava je provozována vlaky SNCF a EWS, z francouzské strany vede vysokorychlostní trať LGV Nord napojující se na francouzskou železniční síť. Na britské straně byla roku 2010 dokončena vysokorychlostní trať pod označením High Speed 1 (původně Channel Tunnel Rail Link). Rychlovlaky Eurostar už nemusí být napájeny ze 3. kolejnice, na celé jeho trase je povolena rychlost 300 km/h, vyjma Eurotunelu a městských oblastí. Osobní vlaky ukončily svůj provoz na nádraží Londýn – Waterloo, neboť nyní zajíždějí na nově zrekonstruované nádraží Londýn – St. Pancras. Osobní vlaky jsou vedeny jednotkami Eurostar. V pobřežních městech Folkestone a Calais se nacházejí velké terminály, umožňující naložit do nákladních vagónů automobily.
Tunel je dlouhý 50 km, z toho 38 km je pod mořským dnem. Průměrná hloubka je 45 m pode dnem moře. Od dokončení Gotthardského tunelu v červnu 2016 je Eurotunel třetím nejdelším železničním tunelem na světě, po zmíněném švýcarském Gotthardském úpatním tunelu (57 km) a japonském tunelu Seikan (54 km).